# Эгнатия (футбольный клуб)
«Эгнатия» (алб. Klubi i Futbollit Egnatia Rrogozhinë) — албанский профессиональный футбольный клуб из города Ррогожине. Основан 15 сентября 1934 года. Домашние матчи проводит на стадионе «Эгнатия Арена» общей вместимостью 2 196 зрителей. Действующий чемпион Суперлиги, высшего дивизиона чемпионата Албании по футболу.

## Достижения клуба

### Национальные
- Суперлига
  - Чемпион (1): 2023/24

- Первый дивизион
  - Победитель: (2): 2002/03, 2020/21

- Кубок Албании
  - Победитель (2): 2022/23, 2023/24

## Выступления в еврокубках
| Сезон   | Турнир                | Раунд                         | Клуб           | Дома        | В гостях | Общий счёт     |  |
| ------- | --------------------- | ----------------------------- | -------------- | ----------- | -------- | -------------- |  |
| 2023/24 | Лига конференций УЕФА | Первый квалификационный раунд | Арарат-Армения | 4:4 (д. в.) | 1:1      | 5:5 (2:4 пен.) |  |
| 2024/25 | Лига чемпионов УЕФА   | Первый квалификационный раунд | Борац          | 2:1 (д. в.) | 0:1      | 2:2 (1:4 пен.) |  |
| 2024/25 | Лига конференций УЕФА | Второй квалификационный раунд | Викингур       | 0:2         | 1:0      | 1:2            |  |